# Víctor Hugo Ávalos
Víctor Hugo Ávalos Acosta (Asunción, 6 de noviembre de 1971 - San Vicente, 2 de abril de 2009) fue un futbolista paraguayo. Jugó como mediocampista y militó en diversos clubes de Paraguay, Colombia, Argentina y Chile, país donde hizo la mayor parte, de su carrera en el extranjero.
Destacaba, principalmente, un creador de juego y también como atacante. Murió en abril de 2009, producto de un ataque al corazón, durante un juego de fútbol amateur en Paraguay.

## Trayectoria
Formado en Cerro Corá, debutó profesionalmente en 1986, jugando precisamente en Cerro Corá y luego pasó por Olimpia, Atlético Tembetary, Guaraní, 12 de Octubre, Presidente Hayes, Tacuary, Silvio Pettirossi y Villa Florida en su país, mientras que en el extranjero, militó en Quilmes de Argentina, Independiente Medellín e Independiente Santa Fe de Colombia y finalmente en Santiago Morning, Rangers, Deportes Temuco, Universidad de Concepción, Deportes Puerto Montt, Curicó Unido, Santiago Wanderers y Arturo Fernández Vial de Chile.

## Fallecimiento
El 2 de abril de 2009, durante su debut en el club amateur paraguayo Villa Florida, Ávalos anotó un gol contra Salesianito en San Vicente (Asunción). Durante las celebraciones subsiguientes, sufrió un ataque al corazón, sufriendo varios ataques cardíacos, muriendo a la edad de 37 años.
Semanas más tarde, el ex club de Ávalos, Deportes Temuco, le realizó un tremendo homenaje, que incluía a jugadores, como los delanteros Lucas Barrios y César Díaz, así como a Sergio Bernabé Vargas, arquero histórico del fútbol chileno.

## Clubes
| Club                      | País      | Año       |
| ------------------------- | --------- | --------- |
| Cerro Corá                | Paraguay  | 1986-1990 |
| Quilmes                   | Argentina | 1991-1992 |
| Cerro Corá                | Paraguay  | 1993      |
| Olimpia                   | Paraguay  | 1994-1995 |
| Independiente Santa Fe    | Colombia  | 1995-1996 |
| Atlético Tembetary        | Paraguay  | 1996      |
| Guaraní                   | Paraguay  | 1997-1999 |
| Santiago Morning          | Chile     | 1998      |
| Rangers                   | Chile     | 1999      |
| Guaraní                   | Paraguay  | 1999-2000 |
| 12 de Octubre             | Paraguay  | 2001      |
| Presidente Hayes          | Paraguay  | 2002      |
| Tacuary                   | Paraguay  | 2003      |
| Deportes Temuco           | Chile     | 2004      |
| Universidad de Concepción | Chile     | 2005      |
| Deportes Puerto Montt     | Chile     | 2006      |
| Curicó Unido              | Chile     | 2006      |
| Santiago Wanderers        | Chile     | 2007      |
| Arturo Fernández Vial     | Chile     | 2007      |
| Silvio Pettirossi         | Paraguay  | 2008      |
| Villa Florida             | Paraguay  | 2009      |